# Manuel Bonilla Chirinos
Manuel Bonilla Chirinos (7 de junio de 1849-21 de marzo de 1913) fue militar con el grado de general de división y político hondureño. Fue vicepresidente en 1894, seguidamente elegido como vigesimonoveno presidente de Honduras entre 1903 y 1907; luego nuevamente electo como trigésimoprimer presidente de Honduras entre 1912 y 1913.

## Biografía
Manuel Bonilla Chirinos nació en Juticalpa, Olancho, el 7 de junio de 1849. Sus padres fueron Jorge Bonilla y María Dominga Chirinos. Bonilla fue nieto del licenciado Felipe Bustillo. Manuel Bonilla nunca contrajo matrimonio. De su relación con la señora Josefa Matute nació, en 1870, una hija legítima Concepción Bonilla Matute; sus demás hijos fueron naturales, Josefa Bonilla, Adela Bonilla, Antonio Bonilla, Carlota Bonilla, Carlos Bonilla, Joaquín Bonilla, Marta Bonilla, Manuel Bonilla y Zoila Bonilla.

## Estudios y formación laboral y militar
Bonilla realizó sus estudios primarios completos en la escuela privada de Espiridión Ordóñez en el año de 1860. De su formación laboral se conoce que aprendió el oficio de carpintería en el taller "El Dorado" de Guillermo Burchard. Asimismo, aprendió a tocar violín y clarinete y trabajó en la "Hacienda La Roqueta" hasta 1870, luego se trasladó al puerto de Trujillo donde se desempeñaría como maestro de escuela. 
A temprana edad, Manuel Bonilla fue reclutado a prestar el servicio militar en la Guarnición de Trujillo. En marzo de 1871 llegó a convertirse en sargento del ejército. Por mandato del Presidente Carlos Céleo Arias López se le encargó la custodia del Capitán General José María Medina en el Colegio Tridentino de Comayagua en 1872 y siendo liberado hasta el 13 de enero de 1874. 
Varios años más tarde, Bonilla fue ascendido a coronel de brigada, lo que le permitió ser nombrado Comandante de Armas de Trujillo entre los años de 1877 a 1880; en 1877 recayó en su persona en cargo de Juez de un Tribunal ad hoc en el caso por los delitos de Traición y de atentar contra la administración que se le incoaba al exgobernante José María Medina en la ciudad de Santa Rosa de Copán. 
Medina fue encontrado culpable y después ejecutado mediante fusilamiento en aquella localidad. Bonilla Chirinos luego fue nombrado Gobernador Político y Comandante de Armas en Yoro de 1881 a 1882, después fue Comandante de Armas de Amapala y ministro de Guerra.

## Vicepresidente de Honduras
De ideología liberal, Bonilla estuvo en la fórmula presidencial del doctor Policarpo Bonilla, en 1894. En las elecciones fue elegido vicepresidente constitucional durante el gobierno de Policarpo Bonilla Vásquez y un año después presentó su renuncia.

## Presidente de Honduras (1903-1907)

### Comicios generales de 1902
Manuel Bonilla era el candidato oficial del Partido La democracia (Base que fue del hoy Partido Nacional de Honduras), obteniendo 28,550 votos (48.7%), los otros candidatos fueron Juan Ángel Arias Boquín del Partido Liberal de Honduras que obtuvo 25,118 votos (42,9%) y el doctor Marco Aurelio Soto del Partido Club Unión patriótica que obtuvo 4,857 votos (8.3%). En ese mes de octubre de 1902, Bonilla triunfó en las elecciones generales, pero el presidente saliente Terencio Sierra depositó el poder en manos de Juan Ángel Arias Boquín. Debido a estas irregularidades, Manuel Bonilla optó por autoproclamarse presidente en la isla de Amapala.
Desde allí Bonilla Chirinos, inició una lucha armada en contra de la administración de Arias provocando una Guerra civil, el 12 de abril de 1903, el gobierno de Juan Ángel Arias Boquín es derrocado por las fuerzas del general Manuel Bonilla, y este es ratificado como el presidente constituyente de la república el 3 de mayo de 1903 por el Congreso Nacional y al año siguiente (1904) promulga la Constitución de Honduras de 1904, en la que amplía el mandado presidencial a 6 años y sin reelección. El 8 de febrero de 1904 fueron capturados en el recinto del Congreso Nacional de Honduras por el delito de ser de la oposición los diputados liberales Policarpo Bonilla, Marcos Carías Andino, Miguel Ángel Navarro, Miguel Oquelí Bustillo, entre otros, por el estadounidense Lee Christmas, quien fungía como director general de la Policía. 

### Escuela militar
Bonilla creía firmemente en la educación militar, es por ello que mediante el Decreto Legislativo n.º 56 del 26 de agosto de 1904, emitido por la Asamblea Nacional Constituyente, se creó la Escuela Militar de Honduras que estaría bajo los auspicios del Ministerio de Guerra y la sede estaría dividida entre los bajos del antiguo Palacio de Gobierno y otro edificio ubicado en Toncontín, ambos en Tegucigalpa. El Director nombrado en fecha 17 de septiembre de 1904 fue el Teniente de Ingenieros Servando Muñoz. Esta escuela funcionó hasta 1912 cuando el mismo Bonilla en su segundo periodo presidencial decidió clausurar el centro.

### Gabinete de gobierno
- Miguel Rafael Dávila Cuéllar. Vicepresidente.
- Salomón Ordoñez/Dionisio Gutiérrez. Secretaría de Estado en el Despacho de Gobernación.
- Sotero Barahona. Secretaría de Estado en el Despacho de Guerra, encargado del de Justicia e Instrucción Pública.
- Saturnino Medal. Secretaría de Estado en el Despacho de Hacienda y Crédito Público, encargado del de Fomento y Obras Públicas.
- Mariano Vásquez. Secretaría de Estado en el Despacho de Relaciones exteriores.
- Fausto Dávila. Presidente de la Asamblea Nacional Constituyente.

### Fin del gobierno
En marzo de 1907 este pierde la presidencia en el catastrófico conflicto armado sucedido tras unas incursiones de rebeldes liberales alentadas desde Nicaragua por el gobierno de José Santos Zelaya. La presidencia interina recae en el vencedor Ingeniero y general Terencio Sierra, luego es nombrada una Junta de Ministros, encabezado por el General Miguel Oquelí Bustillo de ideología liberal, seguidamente es nombrado a Miguel Rafael Dávila Cuéllar para que gestione el rumbo del país.

## Presidente de Honduras (1912-1913)
Bonilla Chirinos, ganó las Elecciones presidenciales de 1911, con la indiferencia de los opositores liberales. Tomó la administración el 1 de enero de 1912, junto al vicepresidente doctor Francisco Bertrand Barahona, como designados presidenciales estaban electos Alberto de Jesús Membreño, José Manuel Zelaya y Francisco Escobar. La presidencia del Congreso Nacional de Honduras la asumió el comayagüense, abogado Francisco Escobar.
En este segundo mandato de Bonilla se emitió el reglamento para la Escuela de Cabos y Sargentos en la ciudad de Gracias. El inversionista René Keilhauer se interesa en la construcción de un Ferrocarril desde Potrerillos, Cortés, hasta las costas del Golfo de Fonseca con salida al Océano Pacífico. La república de Honduras se adhiere a la Convención Internacional del Opio para eliminar su abuso.
En el 11 de marzo de 1913, se hizo la primera llamada telefónica entre San Salvador y Tegucigalpa. El presidente Carlos Meléndez habló con el doctor Patrocinio Guzmán Trigueros, encargado de negocios de El Salvador en Honduras, luego, el gabinete hondureño invitó a conversar al señor ministro de Relaciones Exteriores de El Salvador, doctor Manuel Castro Ramírez, quien habló con el ministro de Relaciones Exteriores de Honduras doctor don Mariano Vásquez, quien expresó que el presidente Bonilla sentía no poder hablar personalmente con el presidente Meléndez por su quebrantada salud.
Tras una repentina caída de salud del presidente Bonilla, el 20 de marzo de 1913 la presidencia se deposita en el vicepresidente doctor Francisco Bertrand, al día siguiente, a las cuatro de la mañana del día 21 de marzo de 1913, Manuel Bonilla fallece. Actualmente esta enterrado en la Catedral de San Miguel Arcángel (Tegucigalpa).

## Legado
La administración de Manuel Bonilla estuvo identificada con los intereses económicos y políticos de los Estados Unidos en Honduras. Durante su mandato las transnacionales estadounidenses, obtuvieron generosas concesiones de tierras en la Costa norte.

## Homenajes póstumos
- Teatro Nacional Manuel Bonilla en la ciudad de Tegucigalpa.
- Escuela Manuel Bonilla, en la ciudad de Santa Rosa de Copán.
- Liceo Manuel Bonilla, en la ciudad de La Ceiba.

## Ascendencia
Bosquejo del Árbol genealógico de la ascendencia del general Manuel Bonilla Chirinos.
|  |                            |  |  |  |  |  |  |  |  |  |  |  |  |  |  |  |
|  | 2. Jorge Bonilla           |  |  |  |  |  |  |  |  |  |  |  |  |  |  |  |
|  |                            |  |  |  |  |  |  |  |  |  |  |  |  |  |  |  |
|  |                            |  |  |  |  |  |  |  |  |  |  |  |  |  |  |  |
|  | 1. Manuel Bonilla Chirinos |  |  |  |  |  |  |  |  |  |  |  |  |  |  |  |
|  |                            |  |  |  |  |  |  |  |  |  |  |  |  |  |  |  |
|  |                            |  |  |  |  |  |  |  |  |  |  |  |  |  |  |  |
|  | 6. Felipe Bustillo         |  |  |  |  |  |  |  |  |  |  |  |  |  |  |  |
|  |                            |  |  |  |  |  |  |  |  |  |  |  |  |  |  |  |
|  |                            |  |  |  |  |  |  |  |  |  |  |  |  |  |  |  |
|  | 3. María Dominga Chirinos  |  |  |  |  |  |  |  |  |  |  |  |  |  |  |  |
|  |                            |  |  |  |  |  |  |  |  |  |  |  |  |  |  |  |
|  |                            |  |  |  |  |  |  |  |  |  |  |  |  |  |  |  |
|  | 7. Josefa Rafaela Chirinos |  |  |  |  |  |  |  |  |  |  |  |  |  |  |  |
|  |                            |  |  |  |  |  |  |  |  |  |  |  |  |  |  |  |
|  |                            |  |  |  |  |  |  |  |  |  |  |  |  |  |  |  |